# Niet-invasieve prenatale test
De niet-invasieve prenatale test (NIPT) is een niet-invasief prenataal bloedonderzoek naar chromosomale afwijkingen bij de foetus.
Bij de NIPT wordt gekeken of de foetus het syndroom van Patau (trisomie 13), het syndroom van Edwards (trisomie 18) of het syndroom van Down (trisomie 21) heeft. Het onderzoek kan worden uitgevoerd zodra het bloed van de zwangere DNA (het erfelijk materiaal) bevat van het kind. Dat is meestal vanaf de elfde week van de zwangerschap.
Als de uitslag van de NIPT 'afwijkend' is, betekent dat dat er sterke aanwijzingen zijn voor aanwezigheid van trisomie 13, 18 of 21 bij de foetus. In sommige gevallen is er een foutpositieve of foutnegatieve uitslag; met andere woorden: de uitslag klopt niet. Dit komt omdat met NIPT gekeken wordt naar DNA van de placenta (moederkoek). Soms is dit DNA anders dan dat van de foetus. Ter bevestiging van de NIPT-uitslag kan een vlokkentest of vruchtwaterpunctie worden uitgevoerd. Bovendien kent de test veel minder foutpositieve en foutnegatieve uitslagen in vergelijking met de combinatietest.

## België
Sinds 1 juli 2017 wordt de NIP-test in België grotendeels terugbetaald (vergoed) indien de patiënt aangesloten is bij een Belgisch ziekenfonds. Het remgeld bedraagt 8,68€ met ziekenfondsverzekering en 260€ als de patiënt niet verzekerd is.

## Nederland
In Nederland startte in maart 2016 een testonderzoek in het OLVG (Amsterdam). Vanaf 1 april 2017 kan iedere zwangere vrouw bij acht universitaire medische centra terecht om de NIP-test te laten uitvoeren. De test heeft een betrouwbaarheid van 96% voor detectie van downsyndroom. Voor de test wordt sinds 2023 geen eigen bijdrage gevraagd. De centra krijgen 26 miljoen euro subsidie voor het uitvoeren van de test.